# Horusornis vianeyliaudae
L'orusornite (Horusornis vianeyliaudae) è un uccello estinto, appartenente ai falconiformi. Visse tra l'Eocene superiore e l'Oligocene inferiore (44 – 35 milioni di anni fa). I suoi resti sono stati ritrovati in Francia, nelle famose fosforiti di Quercy.

## Descrizione
La taglia di questo uccello era simile a quella del falco dalle zampe rosse (Falco vespertinus); l'aspetto doveva essere molto simile a quello di un normale falco, con un becco uncinato e ampie ali dalle penne allungate. Le zampe posteriori, tuttavia, possedevano un'articolazione del tutto insolita tra il tarso e il metatarso. Questa articolazione permetteva all'animale non solo di piegare in avanti le zampe artigliate di circa 70°, ma di spostare i metatarsi anche in senso laterale di 30°.

## Biologia
Attualmente, una simile articolazione del tarso è nota solo presso i generi Polyboroides e Geranospiza. Probabilmente Horusornis si alimentava in modo simile a questi animali, spingendo la zampa all'interno delle cavità degli alberi e roteando l'estremità artigliata fino ad afferrare piccole prede come i mammiferi arboricoli. In ogni caso Horusornis non era imparentato né con Geranospiza né con Polyboroides, e questa somiglianza dell'articolazione è dovuta a un fenomeno di convergenza evolutiva. Un'altra specie di falconiforme, Pengana robertbolesi dell'Australia (noto anche come flexiraptor), sviluppò ulteriormente questa articolazione verso una specializzazione estrema.

## Classificazione
Le parentele tra Horusornis e gli altri falconiformi non sono molto chiare. Sembra che questo uccello fosse una forma primitiva, una sorta di anello di congiunzione tra le varie famiglie di falconiformi. Si presume che Horusornis fosse una forma arcaica, forse imparentata con aquile e astori (Accipitridae), ma di aspetto simile ai falchi (Falconidae).